# خورخي جارباخوسا
خورخي جارباخوسا (بالإسبانية: Jorge Garbajosa)‏ مواليد 19 ديسمبر 1977 في مدريد، إسبانيا، هو لاعب كرة سلة إسباني سابق بدأ مسيرته الاحترافية في سنة 1994. يبلغ طوله 6 قدم 9.5 بوصة (2.1 م). مثّل منتخب بلاده. شارك في مسابقة كرة السلة في الألعاب الأولمبية الصيفية. اعتزل اللعب في 2012.

## فرق لعب لها
- ساسكي باسكونيا
- بالونكيستو مالقا
- تورونتو رابتورز
- خيمكي
- ريال مدريد بالونكيستو
- بالونكيستو مالقا

## الميداليات
| الميدالية | المسابقة                         |
| --------- | -------------------------------- |
| فضية      | الألعاب الأولمبية الصيفية 2008   |
| ذهبية     | بطولة كأس العالم لكرة السلة 2006 |
| برونزية   | بطولة أمم أوروبا لكرة السلة 2001 |
| فضية      | بطولة أمم أوروبا لكرة السلة 2003 |
| فضية      | بطولة أمم أوروبا لكرة السلة 2007 |
| ذهبية     | بطولة أمم أوروبا لكرة السلة 2009 |

## روابط خارجية
- خورخي جارباخوسا على موقع الاتحاد الدولي لكرة السلة (الإنجليزية)
- خورخي جارباخوسا على موقع الدوري الأوروبي لكرة السلة (الإنجليزية)
- خورخي جارباخوسا على موقع إن بي أي (الإنجليزية)
- خورخي جارباخوسا على موقع سبورتس رفرنس (الإنجليزية)
- خورخي جارباخوسا على موقع الدوري الإسباني لكرة السلة (الإسبانية)
- خورخي جارباخوسا على موقع كرة السلة الأوروبية.كوم (الإنجليزية)
- خورخي جارباخوسا على موقع ريلجم (الإنجليزية)
- خورخي جارباخوسا على موقع بروبوليرز (الإنجليزية)
- خورخي جارباخوسا على موقع سبورتس رفرنس (الإنجليزية)
- خورخي جارباخوسا على موقع اللجنة الأولمبية الدولية (الإنجليزية)